# Frankfort (Kansas)
Frankfort – miasto w Stanach Zjednoczonych, w stanie Kansas, w hrabstwie Marshall.